# حمله قلبی (فیلم ۲۰۱۴)
حمله قلبی (انگلیسی: Heart Attack) یک فیلم به کارگردانی پوری جاگاناد است که در سال ۲۰۱۴ منتشر شد.